# Оливин
Оливи́н е вид минерал, магнезиево-железен силикат с мафичен произход и формула (Mg,Fe)2[SiO4]. Названието оливин е предложено първо от Алфред Вернер за обозначаване на зелените примеси, срещани в базалта. Прозрачните му жълто-зелени и светлозелени кристали се наричат хризолит (в Русия), а перидот (френски термин) – на Запад. Оливините се ценят като скъпоценни камъни. 

## Разпространение и свойства
Оливинът участва в състава на основните магмени скали. Той е широко разпространен в мантията на Земята и  е един от най-разпространените минерали в природата. Има твърдост 6,5 – 7 по скалата на Моос. 
Цветът на оливина е устойчив и се дължи на двувалентното желязо. Съдържанието на Fe (желязо) и Mg (манган) варира между двете крайни разновидности на непрекъснатата изоморфена серия на оливините: форстерит Mg2[SiO4] и фаялит – Fe2[SiO4].